# 徐思安
徐思安，宋朝政治人物。
徐思安曾于1109年接替杨光弼任华亭县知县一职，1110年由章懿文接任。